# Castillo de Montemolín
El Castillo de Montemolín es una fortaleza dell último tercio del siglo XIII. Se encuentra en el término municipal español de Montemolín, provincia de Badajoz, Extremadura.
Está situada en un terreno alomado, cubierto de dehesa y monte bajo o desnudo de vegetación. En sus proximidades están los pueblos de Monesterio y Pallares. Pertenece a la comarca de Tentudía y al «Partido judicial de Zafra». El núcleo fue un importante enclave árabe estratégicamente situado en el límite fronterizo entre Andalucía y Extremadura, contando para su defensa con una poderosa alcazaba, la de Montemolín, con el castillo del mismo nombre.

## Historia
Montemolín estuvo ocupado desde mucho antes de nuestra era y recibió la influencia de lusitanos, beturios y los túrdulos que ocuparon un amplio territorio de la península ibérica comprendido entre los cursos medios y bajos de los ríos Guadiana y Guadalquivir. A partir de la Edad del Hierro fue habitado por dos pueblos de orígenes distintos: al oeste los Celtici (célticos), indoeuropeos, y al este los Turduli (túrdulos), parientes de los turdetanos.
Más adelante el territorio fue anexionado por Roma a comienzos del siglo II a. C., e incluido en la provincia Hispania Ulterior y, aún más tarde, por los tartesos. Los posibles herederos de la edad del Bronce final atlántico se desarrollaron en el triángulo formado por las actuales provincias de Huelva, Sevilla y Cádiz, en la costa suroeste de la península ibérica durante la primera Edad del Hierro y la del Bronce tardío.
En la época de la dominación árabe fue también un importante enclave, estratégicamente situado en el límite fronterizo entre Andalucía y Extremadura, contando para su defensa con una poderosa alcazaba.
A partir de la conquista de Montemolín por las tropas cristianas en el año 1248 terminó a la dominación musulmana en territorio extremeño, que duró más de cinco siglos, iniciados con la batalla del río Guadalete en el año 711. Todo lo anterior pone en situación temporal la antigüedad del castillo y la del pueblo, ya que los diferentes poseedores se dieron cuenta de su situación estratégica.

## El castillo
Es una fortaleza almohade que, junto con las de Reina, Alange y el Castillo de Hornachos fueron puntos estratégicos pare tener el control de las comunicaciones entre Córdoba, Sevilla y Mérida. Si bien no existe constancia del inicio de construcción de la fortaleza, pudo ser erigida hacia el siglo XII, sobre los restos de una mezquita que se incorporaron a la «ermita de la Granada», en las cercanías de Montemolín.
Las primeras noticias que se conocen de la fortaleza, se remontan al año 1246, año de la reconquista del castillo y entrega de esta a la Orden Militar de Santiago, época en que era maestre de la Orden Pelayo Pérez Correa, con el objeto de repoblar la zona y asegurar su defensa, asunto este importante por las cercanías de fortalezas musulmanas similares en Sierra Morena. Tal como dicen los libros de la «Orden de Santiago»:

 «...ganó para la Orden la villa y fortaleza de Cantillana, que después cambió con el arzobispo e iglesia de Sevilla, por la villa y fortaleza de Montemolín que ahora tiene y posee dicha orden, y que fue primero de la iglesia de Sevilla...».

La tipología de la fortaleza es islámica, tanto desde el aspecto militar como en el constructivo por lo que se pueda datar la fecha de la construcción en los últimos años del siglo XII. Los lienzos del recinto amurallado, recorre un gran longitud rodeando la cima un cerro que domina la población y unas largas distancias a simple vista. Estos lienzos están hechos a base de tapial encofrado y tiene torres prismáticas adosadas a la muralla que jalonan el perímetro. Su forma es semejante a un rectángulo de unos 130 m de largo por 50 m de ancho que se adapta a las curvas de nivel que son las que hacen que el rectángulo sea irregular de tal manera que de esta forma se aprovechan mejor los recursos defensivos naturales. Los cimientos son, a veces, de mampostería. En el flanco suroriental se conservan los restos de una barbacana para proteger la puerta principal, así como dos torres adosadas —de mucha salida (o voladizo) y achaflanadas u ochavadas, de perfil octogonal entre las cuales se perfilaba la entrada en arco de ladrillo de un espesor de algo más de tres metros— como era costumbre en las fortalezas árabes, aprendidas, a su vez, de las construcciones romanas y bizantinas. Del recinto principal solo quedan restos de siete cubos macizos, dos cubiertos y los otros cinco exentos, y dos torres, la de Miramontes y la del Homenaje,
Durante la posesión del castillo por la Orden de Santiago se realizaron muy pocas obras de mantenimiento y restauración de la fortaleza, como se ve en las actas levantadas después de las visitas realizadas por la Orden a la Villa en el año 1550 y que decían así: 

«...solía haber una sala muy buena y ahora está toda caída… y en la delantera esta una bodega todo maltratada… y del dicho corredor se entra a una casa muy vieja y caída…», «...no halló el visitador alcaide alguno sino que estaba como casa yerma y sin dueño…».

En el año 1608, ciudad y fortaleza de Montemolín fueron enajenado por Felipe III, y otorgado el título de «Marquesado de Montemolín», a unos banqueros genoveses para liquidar algunas de las deudas que la corona tenía con ellos. En el año 1779 la villa compró su propia jurisdicción y se independizó de los italianos. En el año 1819 Fernando VII la enajenó por segunda vez, para su hermano Carlos, pero la ciudad fue eximida definitivamente del dominio poco después.